# Challapata
Challapata ist eine Kleinstadt im Departamento Oruro im Hochland des südamerikanischen Anden-Staates Bolivien.

## Lage im Nahraum
Challapata ist zentraler Ort des Municipios Challapata und Hauptstadt der Provinz Eduardo Avaroa. Die Stadt liegt auf einer Höhe von 3732 m am Rand der 250 km² großen Schwemmlandebene des Río Tacagua am Ostufer des Poopó-Sees. Direkt südöstlich der Stadt erhebt sich der Cerro Azanaques, mit 5102 m einer der höchsten Gipfel der Cordillera Azanaques.

## Geographie
Challapata liegt am östlichen Rand des bolivianischen Altiplano vor der Kordillere von Azanaques, die ein Teil der Gebirgskette der Cordillera Central ist. Das Klima der Region ist ein typisches Tageszeitenklima, bei dem die mittleren Temperaturschwankungen im Tagesverlauf deutlicher ausfallen als im Ablauf der Jahreszeiten.
Die Jahresdurchschnittstemperatur der Region liegt bei 8 bis 9 °C (siehe Klimadiagramm Challapata) und schwankt zwischen 4 °C im Juni und Juli und 11 °C im Dezember. Der Jahresniederschlag beträgt knapp 350 mm, bei einer ausgeprägten Trockenzeit von April bis Oktober mit Monatsniederschlägen unter 15 mm und nennenswerten Niederschlägen nur von Dezember bis März mit 60 bis 80 mm Monatsniederschlag.

## Verkehrsnetz
Challapata liegt auf halbem Weg der Straßenverbindung von Oruro nach Potosí, etwa 130 Kilometer von beiden Städten entfernt.
Durch Challapata führt die asphaltierte Nationalstraße Ruta 1, die von Desaguadero an der peruanischen Grenze im Norden über die Städte El Alto, Oruro, Potosí und Tarija nach Bermejo an der argentinischen Grenze ganz im Süden führt.
In Challapata zweigt außerdem von der Ruta 1 die Ruta 30 ab, die nach Uyuni am Salzsee Salar de Uyuni führt.
Die Stadt liegt außerdem an der Eisenbahnstrecke von Oruro nach Uyuni.

## Bevölkerung
Die Einwohnerzahl von Challapata ist in den vergangenen beiden Jahrzehnten auf fast das Doppelte angestiegen:
| Jahr | Einwohner | Quelle       |
| ---- | --------- | ------------ |
| 1992 | 6.661     | Volkszählung |
| 2001 | 7.683     | Volkszählung |
| 2012 | 12.684    | Volkszählung |
| 2024 |           | Volkszählung |

Aufgrund der historischen Bevölkerungsentwicklung weist die Region einen hohen Anteil an Quechua-Bevölkerung auf, im Municipio Challapata sprechen 59,2 Prozent der Bevölkerung Quechua.